# Richard Lietz
Richard Lietz (17 de diciembre de 1983, Waidhofen an der Ybbs, Austria) es un piloto de automovilismo de velocidad austríaco. Es piloto oficial de gran turismos de la marca alemana Porsche desde el año 2007. Ha obtenido tres victorias de clase en las 24 Horas de Le Mans 2007, 2010 y 2013, dos en las 24 Horas de Daytona 2012 y 2014, y una victoria absoluta en edición 2019 de las 24 Horas de Spa, además obtuvo podios en las 24 Horas de Nürburgring. También fue campeón de la European Le Mans Series 2009 y 2010, el Open Internacional de GT 2007, y el Campeonato Mundial de Resistencia 2015.

## Monoplazas y Copa Porsche
Lietz se inició en el automovilismo recién a los 14 años de edad, etapa en la que participó en carreras de karting y nieve. En 2000 disputó la Fórmula BMW Junior Alemana, donde finalizó sexto. En 2001 ascendió a la Fórmula BMW Junior Alemana, repitiendo el sexto puesto de campeonato. En 2002 participó en la Fórmula 3 Alemana. Lietz corrió en la nueva Fórmula 3 Euroseries en 2003, donde resultó 18.º con apenas tres arribos en zona de puntos.
Lietz dejó su carrera en monoplazas y se dedicó a los gran turismos, al ingresar a la Copa Porsche Carrera Alemania. Finalizó cuarto en 2004, tercero en 2005 y cuarto nuevamente en 2006. Simultáneamente, el piloto participó en la Supercopa Porsche, finalizando quinto en 2005 y subcampeón en 2006. Por otra parte, el austríaco debutó en las 24 Horas de Le Mans de 2005, donde finalizó quinto en la clase GT.

## Piloto oficial de Porsche
En 2007, Lietz se graduó de la Copa Porsche y se convirtió en piloto oficial de la marca. Ingresó al Open Internacional de GT para pilotar un Porsche 911 del equipo Autorlando junto a Joël Camathias. Ese año se coronó campeón. El austríaco fue subcampeón 2008, 2009 y 2010 del Open Internacional GT, en este caso con Gianluca Roda como compañero de butaca en Autorlando.
En paralelo, Lietz comenzó a disputar la European Le Mans Series a partir de 2007 para el equipo IMSA Performance como compañero de butaca del dueño, Raymond Narac. Finalizó 17.º en el campeonato de pilotos de GT2 con un podio. Ese mismo año obtuvo la victoria en la clase GT2 de las 24 Horas de Le Mans y un segundo puesto de GT2 en las 24 Horas de Spa del Campeonato FIA GT para IMSA Performance, con Patrick Long como tercer piloto.
En 2008, el austríaco obtuvo dos podios en la European Le Mans Series, de modo que él y Narac finalizaron novenos en el campeonato de pilotos de GT2. También participó en las 24 Horas de Le Mans con idéntica formación que el año anterior, donde abandonó, y en las 24 Horas de Spa, donde finalizó séptimo en la clase GT2. El piloto también corrió en algunas carreras resistencia de Estados Unidos para Porsche, las 24 Horas de Daytona de 2007 y 2008 de la Grand-Am Rolex Sports Car Series para Synergy, y las 12 Horas de Sebring de 2008 de la American Le Mans Series para Flying Lizard, sin obtener resultados destacados.
Felbermayr-Proton fichó a Lietz para disputar la European Le Mans Series 2009 con un Porsche 911 de la clase GT2, acompañando a Marc Lieb. El piloto contribuyó a obtener los títulos de pilotos y equipos de GT2, al sumar tres victorias en cinco carreras. También abandonó en las 24 Horas de Le Mans para Felbermayr-Proton con Wolf Henzler como tercer piloto; finalizó segundo en GT en las 24 Horas de Daytona para The Racer's Group, finalizó retrasado en las 12 Horas de Sebring como piloto del equipo Farnbacher-Loles con un Porsche 911 de la clase GT2; y terminó tercero absoluto y segundo en la clase SP9 GT3 de las 24 Horas de Nürburgring para Manthey.
Lietz mantuvo una agenda similar en 2010. Defendió los títulos de pilotos y equipos de GT2 en la Euorpean Le Mans Series, al obtener tres victorias en cinco carreras junto a Lieb en Felbermayr-Proton, derrotando así a las dos Ferrari F430 semioficiales de AF Corse. Además, obtuvo su segunda victoria en las 24 Horas de Le Mans, nuevamente con Lieb y Henzler como compañeros de butaca. El piloto también finalizó segundo en los 1000 km de Zhuhai junto a Lieb, de modo que compitió en dos de las tres fechas de la Copa Intercontinental Le Mans, contribuyendo así a que Porsche obtuviera el subcampeonato de constructores de GT2 y que Felbermayr-Proton consiguiera el campeonato de equipos de GT2.
También en 2010, el austríaco finalizó segundo absoluto en las 24 Horas de Spa finalizó segundo absoluto, siempre con un Porsche 911 de la clase GT2 pero del equipo IMSA Performance. En Estados Unidos, finalizó quinto en GT en las 24 Horas de Daytona para Magnus, y quinto en GT2 en las 12 Horas de Sebring para Flying Lizard.
Lietz dejó de competir en el Open Internacional de GT para dedicarse de lleno a las carreras de resistencia en 2011, siempre como piloto oficial de Porsche. En su tercer año como compañero de butaca de Lieb en Felbermayr-Proton, obtuvo dos podios pero ninguna victoria en las cinco carreras de la European Le Mans Series. Así, terminó quinto en el campeonato de pilotos y tercero en el campeonato de equipos de la clase GTE-Pro. En las 24 Horas de Le Mans, finalizó cuarto como piloto de Felbermayr-Proton en la clase GTE-Pro, siempre junto a Lieb y Henzler. El piloto también disputó las tres fechas no europeas de la Copa Intercontinental Le Mans para Felbermayr-Proton, pero con un Porsche 911 de la clase GTE-Am, donde logró una victoria acompañado de amateurs.
Asimismo, el austríaco disputó las 24 Horas de Daytona de nuevo con un Porsche 911 del equipo Magnus, finalizando cuarto en la clase GT. Su actividad como piloto oficial de Porsche incluyó competencias que disputó con un Porsche 911 híbrido experimental: arribó a meta en las 24 Horas de Le Mans, y superó a los GT convencionales en la fecha de Laguna Seca de la American Le Mans Series.
Lietz siguió junto a Lieb en el equipo Felbermayr-Proton a los mandos de un Porsche 911 de la clase GTE-Pro, pero ahora en el renombrado Campeonato Mundial de Resistencia 2012. Obtuvo dos victorias y seis podios en las ocho carreras, por lo cual Felbermayr-Proton terminó tercero en el campeonato de equipos y Porsche concluyó segunda en el campeonato de marcas. Ese mismo año, venció en la clase GT de las 24 Horas de Daytona con un Porsche 911 del equipo Magnus. Además, disputó dos fechas de la American Le Mans Series: finalizó retrasado en Petit Le Mans para el equipo de Paul Miller, y llegó sexto en la fecha de Laguna Seca para Flying Lizard.
Manthey contrató al austríaco para pilotar junto a Lieb uno de los nuevos Porsche 911 oficiales de la clase GTE Pro en el Campeonato Mundial de Resistencia 2013. Logró una victoria de clase en las 24 Horas de Le Mans, pero cinco cuartos puestos, un quinto y un sexto en su clase, hicieron que Lieb y Lietz resultaran quintos en el campeonato de pilotos y tercero en los de equipos y marcas. El piloto también resultó segundo absoluto en las 24 Horas de Spa con Manthey, 11.º absoluto en las 24 Horas de Nürburgring con Manthey, sexto en GT en las 12 Horas de Sebring con Paul Miller, y quinto en las 24 Horas de Daytona con Magnus, siempre con un Porsche 911.
Lietz compitió en seis carreras del Mundial de Resistencia 2014 con un Porsche 911 oficial. Obtuvo un triunfo en Silverstone, dos segundos lugares y dos cuartos, resultando cuarto en la tabla de pilotos de la clase GT. También participó en nueve fechas del United SportsCar Championship con un Porsche 911 oficial del equipo Core, donde ganó las 24 Horas de Daytona y logró dos cuartos puestos, finalizando 15.º en el campeonato.
En 2015, el austríaco continuó participando con Porsche en la clase GTE Pro del Campeonato Mundial de Resistencia. Logró tres victorias y dos segundos puestos, en su mayoría junto a Michael Christensen, por lo que se coronó campeón de pilotos y equipos.
En 2019 fue el ganador absoluto de las 24 Horas de Spa junto a Michael Christensen y Kévin Estre.

## Resultados

### Campeonato Mundial de Resistencia de la FIA
(Clave) (negrita indica pole position) (cursiva indica vuelta rápida)

| Año     | Escudería               | Clase     | Automóvil            | 1   | 2   | 3   | 4   | 5   | 6   | 7   | 8   | 9   | Pos. | Puntos | Ref.  |
| ------- | ----------------------- | --------- | -------------------- | --- | --- | --- | --- | --- | --- | --- | --- | --- | ---- | ------ | ----- |
| 2012    | Team Felbermayr-Proton  | LMGTE Pro | Porsche 997 GT3-RSR  | SEB | SPA | LMS | SIL | SÃO | BHR | FUJ | SHA |     | 39.º | 5.5    | [ 2 ] |
| 2012    | Team Felbermayr-Proton  | LMGTE Pro | Porsche 997 GT3-RSR  | 14  | 14  | Ret | 23  | 18  | 15  | 17  | 17  |     | 39.º | 5.5    | [ 2 ] |
| 2013    | Porsche AG Team Manthey | LMGTE Pro | Porsche 911 RSR      | SIL | SPA | LMS | SÃO | COA | FUJ | SHA | BHR |     | 4.º  | 123    | [ 3 ] |
| 2013    | Porsche AG Team Manthey | LMGTE Pro | Porsche 911 RSR      | 4   | 5   | 1   | 4   | 4   | 4   | 6   | 4   |     | 4.º  | 123    | [ 3 ] |
| 2014    | Porsche Team Manthey    | LMGTE Pro | Porsche 911 RSR      | SIL | SPA | LMS | COA | FUJ | SHA | BHR | SÃO |     | 3.º  | 111    | [ 4 ] |
| 2014    | Porsche Team Manthey    | LMGTE Pro | Porsche 911 RSR      | 1   |     | 2   |     | 4   | 2   | 4   | 6   |     | 3.º  | 111    | [ 4 ] |
| 2015    | Porsche Team Manthey    | LMGTE Pro | Porsche 911 RSR      | SIL | SPA | LMS | NÜR | COA | FUJ | SHA | BHR |     | 1.º  | 145    | [ 5 ] |
| 2015    | Porsche Team Manthey    | LMGTE Pro | Porsche 911 RSR      | 2   | 2   | 7   | 1   | 1   | 4   | 1   | 5   |     | 1.º  | 145    | [ 5 ] |
| 2016    | Dempsey-Proton Racing   | LMGTE Pro | Porsche 911 RSR      | SIL | SPA | LMS | NÜR | MEX | COA | FUJ | SHA | BHR | 8.º  | 74     | [ 6 ] |
| 2016    | Dempsey-Proton Racing   | LMGTE Pro | Porsche 911 RSR      | 9   | 4   | 6   | 6   | 6   | 6   | 7   | 6   | 7   | 8.º  | 74     | [ 6 ] |
| 2017    | Porsche GT Team         | LMGTE Pro | Porsche 911 RSR      | SIL | SPA | LMS | NÜR | MEX | COA | FUJ | SHA | BHR | 2.º  | 145    | [ 7 ] |
| 2017    | Porsche GT Team         | LMGTE Pro | Porsche 911 RSR      | 3   | 5   | 3   | 2   | 3   | 6   | 2   | 2   | 4   | 2.º  | 145    | [ 7 ] |
| 2018-19 | Porsche GT Team         | LMGTE Pro | Porsche 911 RSR      | SPA | LMS | SIL | FUJ | SHA | SEB | SPA | LMS |     | 3.º  | 131    | [ 8 ] |
| 2018-19 | Porsche GT Team         | LMGTE Pro | Porsche 911 RSR      | 4   | 2   | DSQ | 5   | 2   | 1   | 8   | 2   |     | 3.º  | 131    | [ 8 ] |
| 2019-20 | Porsche GT Team         | LMGTE Pro | Porsche 911 RSR - 19 | SIL | FUJ | SHA | BHR | COA | SPA | LMS | BHR |     | 7.º  | 111    | [ 9 ] |
| 2019-20 | Porsche GT Team         | LMGTE Pro | Porsche 911 RSR - 19 | 1   | 6   | 3   | 5   | 8   | 5   | 9   | 2   |     | 7.º  | 111    | [ 9 ] |